# Scoloplax
La família Scoloplacidae és constituïda per peixos actinopterigis d'aigua dolça i de l'ordre dels siluriformes.

## Morfologia
- Longitud màxima: al voltant dels 2 cm.[1]

## Distribució geogràfica
Es troba a Sud-amèrica: el Perú, Bolívia, el Paraguai i el Brasil.

## Gèneres i espècies
- Scoloplax (Bailey & Baskin, 1976)[3]
  - Scoloplax baskini (Rocha, de Oliveira & Rapp Py-Daniel, 2008)[4]
  - Scoloplax dicra (Bailey & Baskin, 1976)[5]
  - Scoloplax distolothrix (Schaefer, Weitzman & Britski, 1989)[6]
  - Scoloplax dolicholophia (Schaefer, Weitzman & Britski, 1989)[6]
  - Scoloplax empousa (Schaefer, Weitzman & Britski, 1989)[6][7][8][9][10][11]

## Observacions
Temps enrere havien estat reconeguts com una subfamília dels loricàrids.